# Jean-François Landriot
Jean-Baptiste-François-Anne-Thomas Landriot (Couches, 9 gennaio 1816 – Reims, 8 giugno 1874) è stato un teologo, critico letterario e arcivescovo cattolico francese.

## Biografia

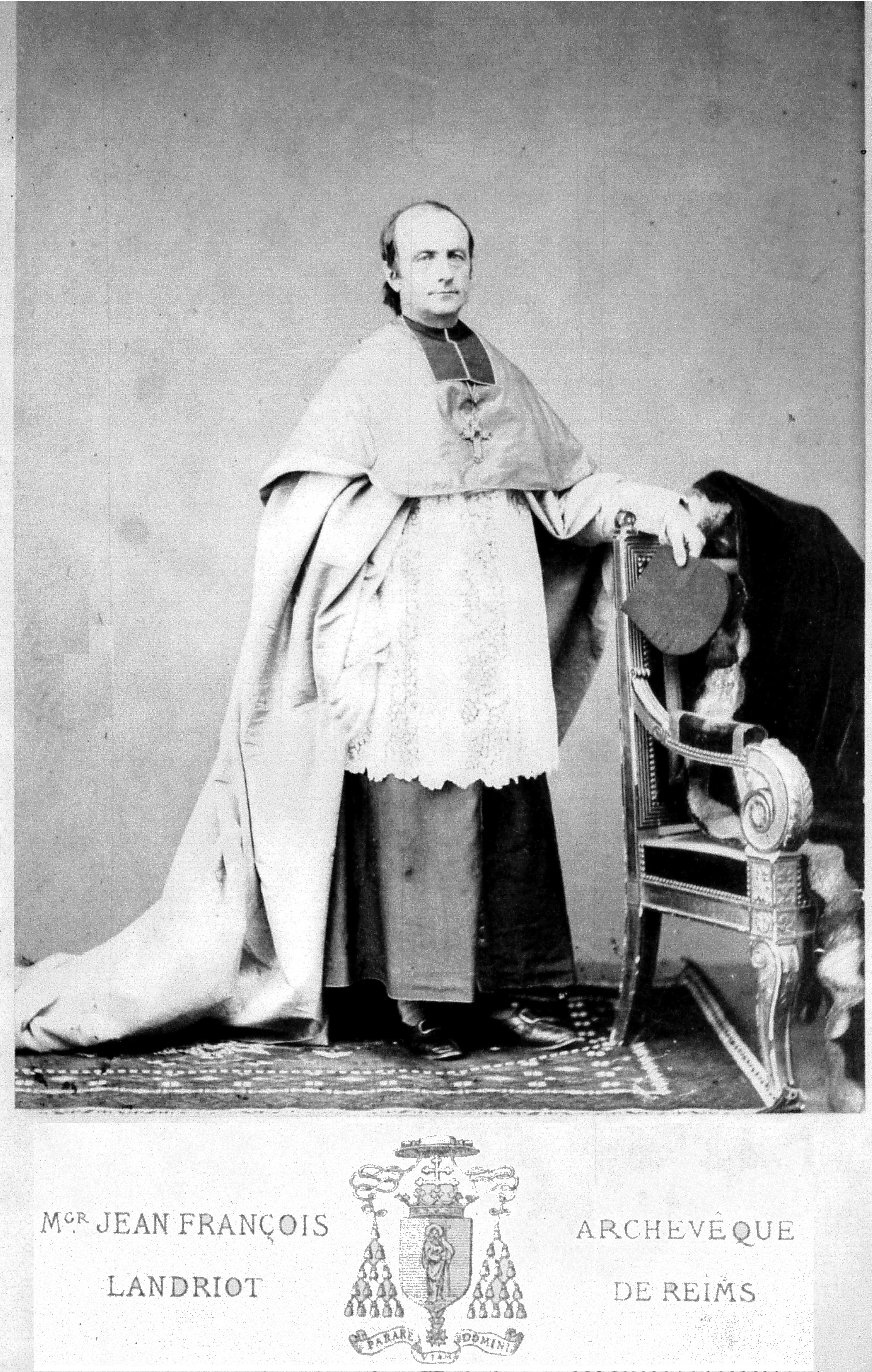
Una foto d'epoca dell'arcivescovo Landriot

Nato a Couches, il 9 gennaio 1816, rimase orfano all'età di tredici anni e mezzo. Trascorse sei anni nel seminario di Autun, ove fu amico di Jean-Baptiste-François Pitra. Ordinato sacerdote nel 1839, Landriot passò un po' di tempo nella casa delle missioni; divenne curato al servizio della cattedrale. Nel 1842; cioè, all'età di 26 anni, padre Landriot attirò l'attenzione dei suoi superiori che gli affidarono il compito di educare e formare i sacerdoti. Fu nominato superiore del seminario di Autun che sotto la sua direzione ricevette un impulso fecondo.
Ben presto prese parte all'amministrazione della diocesi di Autun su istanza del suo vescovo De Marguerye, che lo nominò vicario generale. Padre Landriot rinunciò definitivamente al progetto che aveva concepito, ovvero entrare nell'Ordine dei Benedettini. Le sue Ricerche storiche sulle scuole letterarie del cristianesimo e il suo Esame critico delle Lettere sul paganesimo dell'educazione dell'abate Gaume segnarono immediatamente il suo posto tra i più illustri scrittori polemici dell'epoca. Sulla questione dei classici dell'antichità, Landriot rifiutò di seguire le opinioni estreme di Jean-Joseph Gaume e del giornale L'Universe.
Nel 1854 pubblicò una traduzione di Eumenio, in collaborazione con uno dei suoi colleghi, l'abate Rochet. Le importanti funzioni che aveva adempiuto, il talento nella retorica di cui aveva dato brillanti prove in diverse occasioni solenni, i suoi scritti religiosi, scientifici e letterari portarono alla luce Landriot, che fu ritenuto uno di quegli uomini chiamati a prestare eminenti servizi alla Chiesa e a onorare l'episcopato. Era canonico della cattedrale, quando fu nominato vescovo di La Rochelle il 7 aprile 1856, divenuta sede vacante con la promozione del vescovo Clément Villecourt al cardinalato.
Il 20 luglio dello stesso anno, fu consacrato nella cattedrale di Autun dal cardinale Louis-Jacques-Maurice de Bonald, e il 10 agosto prese possesso della diocesi. Durante i dieci anni trascorsi a La Rochelle, restaurò la cattedrale, organizzò la Propagazione della Fede e la collezione del Denier de Saint-Pierre. Le sue qualità oratorie furono notate dalla corte e dall'assemblea che si affollava intorno a lei nella Cappella delle Tuileries, dove mons. Landriot fu chiamato a predicare la Quaresima del 1864.
Il 30 dicembre 1866, fu promosso arcivescovo di Reims da Napoleone III e confermato da papa Pio IX. Landriot governò solo brevemente l'arcidiocesi, da cui i lavori del Concilio Vaticano I e la successiva malattia lo allontanarono ulteriormente. Esercitò le sue responsabilità durante la guerra franco-prussiana del 1870 e dovette intervenire più volte con le autorità prussiane, specialmente dopo l'esecuzione di padre Miroy. Landriot con la sua influenza fu in grado di mitigare le misure di rigore prese dai tedeschi vittoriosi durante la loro occupazione di Reims nel 1870. Oltre alla predicazione dell'Avvento e della Quaresima, creò diversi istituti di istruzione, fondò un ricovero per gli anziani, e affidò l'eremo di Saint-Walfroy ai sacerdoti della Missione. Come padre conciliare al Concilio Vaticano I, considerava inopportuna la definizione dell'infallibilità papale, ma quando fu promulgata aderì ad essa e scrisse alla sua diocesi per incoraggiarla ad accettare il dogma. L'8 giugno, l'arcivescovo Landriot morì all'età di 58 anni.

## Pubblicazioni
- Œuvres de Mgr Landriot
- Les Conférences aux dames du monde
- Les Péchés de la langue
- Promenade autour de mon jardin
- Recherches historiques sur les écoles littéraires du Christianisme (1851)
- Examen critique des lettres de l'abbé Gaume sur le paganisme dans l'éducation (1852)
- Discours pour le 200e anniversaire de la mort de saint Vincent de Paul prononcé à Paris, dans la chapelle des Lazaristes, le 27 septembre 1860
- La femme forte (1862)
- La femme pieuse (1863)
- La prière chrétienne (1863)
- Le Christ et la tradition (1865)
- Les Béatitudes évangéliques (1865)
- Le Symbolisme (1866)
- L'Eucharistie (1866)
- Discours pour la bénédiction de la chapelle du château du Jeu, le 24 septembre 1866
- La Sainte Communion (1872)
- L'Autorité et la Liberté (1872)
- L'Esprit chrétien dans l'enseignement (1873)
- Instructions sur l'oraison dominicale (1873)
- L'Esprit Saint (1879)

## Genealogia episcopale e successione apostolica
La genealogia episcopale è:
- Cardinale Scipione Rebiba
- Cardinale Giulio Antonio Santori
- Cardinale Girolamo Bernerio, O.P.
- Arcivescovo Galeazzo Sanvitale
- Cardinale Ludovico Ludovisi
- Cardinale Luigi Caetani
- Cardinale Ulderico Carpegna
- Cardinale Paluzzo Paluzzi Altieri degli Albertoni
- Papa Benedetto XIII
- Papa Benedetto XIV
- Papa Clemente XIII
- Cardinale Giovanni Francesco Albani
- Papa Pio VI
- Arcivescovo François de Pierre de Bernis
- Cardinale Jean-Baptist-Marie-Anne-Antoine de Latil
- Cardinale Louis-Jacques-Maurice de Bonald
- Arcivescovo Jean-François Landriot

La successione apostolica è:
- Cardinale Léon-Benoit-Charles Thomas (1867)